# Conda
Conda es un municipio de la provincia de Cuanza Sur en Angola. En julio de 2018 tenía una población estimada de 100 328 habitantes.
Se encuentra ubicado en el centro-oeste del país, al sur de Luanda, cerca del río Cuanza y de la costa del océano Atlántico.